# Языки Сенегала
Сенегал — многоязычная страна. В Сенегале говорят на 38 языках.
Французский язык, унаследованный из колониализма, является официальным языком в Сенегале. На нём говорит администрация и его понимают 15 %-20 % мужского населения и 1 %-2 % женского. Несколько сенегальских языков имеют «национальный» статус: баланта-ганджа, волоф, джола-фоньи, манджак, мандинка, манканья, ноон (серер-ноон), пулаар, серер, сонинке и хасания.
С точки зрения использования, волоф — лингва франка, который широко распространён в Сенегале как первый или второй язык (80 %).
Языки манде, включая диола (джола), мандинка, сонинке — главные языки в регионе Казаманс.
В образовании для глухих используется американский жестовый язык, введённый глухим американским миссионером Эндрю Фостером.
Докладом для Высшего совета Франкофонии в Париже установлено в 1986 году, что в Сенегале, что 60 000 человек говорили на французском как на первом языке и 700 000 говорили на французском как на втором языке. Общее население Сенегала в то время было 6 500 000 человек.
В качестве письменности языки народов Сенегала используют латинский и арабский алфавиты, законодательно утверждённые серией правительственных декретов.